# Dasychira likiangensis
Dasychira likiangensis är en fjärilsart som beskrevs av Collenette 1935. Dasychira likiangensis ingår i släktet Dasychira och familjen tofsspinnare. Inga underarter finns listade i Catalogue of Life.